# Enock Walusimbi
Enock Walusimbi (Kampala, 12 novembre 1998) è un calciatore ugandese, difensore dell'U.R.A. e della nazionale ugandese.

## Carriera

### Club
Ha iniziato la sua carriera in patria, vestendo le maglie di Bright Stars ed Express; nel 2022 viene acquistato dal Peterhead, club della terza divisione scozzese.

### Nazionale
Il 29 agosto 2021 ha esordito con la nazionale ugandese in un amichevole persa per 2-1 contro l'Etiopia.

## Statistiche

### Presenze e reti nei club
Statistiche aggiornate al 12 dicembre 2022.
| Stagione        | Squadra         | Campionato      | Campionato | Campionato | Coppe nazionali | Coppe nazionali | Coppe nazionali | Coppe continentali | Coppe continentali | Coppe continentali | Altre coppe | Altre coppe | Altre coppe | Totale | Totale |
| Stagione        | Squadra         | Comp            | Pres       | Reti       | Comp            | Pres            | Reti            | Comp               | Pres               | Reti               | Comp        | Pres        | Reti        | Pres   | Reti   |
| --------------- | --------------- | --------------- | ---------- | ---------- | --------------- | --------------- | --------------- | ------------------ | ------------------ | ------------------ | ----------- | ----------- | ----------- | ------ | ------ |
| 2022-2023       | Peterhead       | SL1             | 5          | 0          | CS+CdL          | 1+0             | 0               |                    | -                  | -                  |             | -           | -           | 6      | 0      |
| Totale carriera | Totale carriera | Totale carriera | 5          | 0          |                 | 1               | 0               |                    | -                  | -                  |             | -           | -           | 6      | 0      |

### Cronologia presenze e reti in nazionale
| Cronologia completa delle presenze e delle reti in nazionale ― Uganda | Cronologia completa delle presenze e delle reti in nazionale ― Uganda | Cronologia completa delle presenze e delle reti in nazionale ― Uganda | Cronologia completa delle presenze e delle reti in nazionale ― Uganda | Cronologia completa delle presenze e delle reti in nazionale ― Uganda | Cronologia completa delle presenze e delle reti in nazionale ― Uganda | Cronologia completa delle presenze e delle reti in nazionale ― Uganda | Cronologia completa delle presenze e delle reti in nazionale ― Uganda |
| Data                                                                  | Città                                                                 | In casa                                                               | Risultato                                                             | Ospiti                                                                | Competizione                                                          | Reti                                                                  | Note                                                                  |
| --------------------------------------------------------------------- | --------------------------------------------------------------------- | --------------------------------------------------------------------- | --------------------------------------------------------------------- | --------------------------------------------------------------------- | --------------------------------------------------------------------- | --------------------------------------------------------------------- | --------------------------------------------------------------------- |
| 29-8-2021                                                             | Bahar Dar                                                             | Etiopia                                                               | 2 – 1                                                                 | Uganda                                                                | Amichevole                                                            | -                                                                     | 46’                                                                   |
| 2-9-2021                                                              | Nairobi                                                               | Kenya                                                                 | 0 – 0                                                                 | Uganda                                                                | Qual. Mondiali 2022                                                   | -                                                                     | 9’                                                                    |
| 6-9-2021                                                              | Kampala                                                               | Uganda                                                                | 0 – 0                                                                 | Mali                                                                  | Qual. Mondiali 2022                                                   | -                                                                     |                                                                       |
| 7-10-2021                                                             | Kigali                                                                | Ruanda                                                                | 0 – 1                                                                 | Uganda                                                                | Qual. Mondiali 2022                                                   | -                                                                     |                                                                       |
| 10-10-2021                                                            | Kampala                                                               | Uganda                                                                | 1 – 0                                                                 | Ruanda                                                                | Qual. Mondiali 2022                                                   | -                                                                     |                                                                       |
| 12-1-2022                                                             | Adalia                                                                | Islanda                                                               | 1 – 1                                                                 | Uganda                                                                | Amichevole                                                            | -                                                                     |                                                                       |
| 18-1-2022                                                             | Adalia                                                                | Moldavia                                                              | 2 – 3                                                                 | Uganda                                                                | Amichevole                                                            | -                                                                     |                                                                       |
| 21-1-2022                                                             | Baghdad                                                               | Iraq                                                                  | 1 – 0                                                                 | Uganda                                                                | Amichevole                                                            | -                                                                     |                                                                       |
| 27-1-2022                                                             | Riffa                                                                 | Bahrein                                                               | 3 – 1                                                                 | Uganda                                                                | Amichevole                                                            | -                                                                     |                                                                       |
| 17-10-2023                                                            | Sharja                                                                | Zambia                                                                | 3 – 0                                                                 | Uganda                                                                | Amichevole                                                            | -                                                                     | 76’                                                                   |
| Totale                                                                |                                                                       | Presenze                                                              | 10                                                                    |                                                                       | Reti                                                                  | 0                                                                     |                                                                       |

## Palmarès

### Club

#### Competizioni nazionali
- Campionato ugandese: 1

Express: 2020-2021